# Broadway Danny Rose
Broadway Danny Rose er en amerikansk sort-hvid komediefilm fra 1984 instrueret og skrevet af Woody Allen, der blev nomineret til en Oscar for bedste instruktør og en Oscar for bedste originale manuskript. Filmen har Mia Farrow, Woody Allen og Nick Apollo Forte på rollelisten.

## Medvirkende
- Woody Allen – Danny Rose
- Mia Farrow – Tina Vitale
- Nick Apollo Forte – Lou Canova
- Sandy Baron – sig selv
- Corbett Monica – sig selv
- Jackie Gayle – sig selv
- Morty Gunty – sig selv
- Will Jordan – sig selv
- Howard Storm – sig selv
- Gloria Parker – empersario
- Jack Rollins – sig selv
- Milton Berle – sig selv
- Craig Vandenburgh – Ray Webb
- Herb Reynolds – Barney Dunn
- Paul Greco – Vito Rispoli
- Frank Renzulli – Joe Rispoli

## Priser og nomineringer
- Oscars (uddelt 1985)
  - Oscar for bedste instruktør (Woody Allen), nomineret
  - Oscar for bedste originale manuskript (Woody Allen), nomineret

- BAFTA Awards (uddelt 1985)
  - BAFTA Award for bedste originale manuskript (Woody Allen), vandt

- Golden Globe Awards (uddelt 1985)
  - Golden Globe Award for bedste kvindelige hovedrolle (Mia Farrow), nomineret

- Writers Guild of America Awards (uddelt 1985)
  - Writers Guild America Awards for bedste originale manuskript (Woody Allen), vandt

## Ekstern henvisning
- Broadway Danny Rose på Internet Movie Database (engelsk)
- Broadway Danny Rose på Filmdatabasen
- Broadway Danny Rose på Scope
- Broadway Danny Rose i Svensk Filmdatabas (svensk)
- Broadway Danny Rose på AlloCiné (fransk)
- Broadway Danny Rose på MovieMeter (nederlandsk)
- Broadway Danny Rose på AllMovie (engelsk)
- Broadway Danny Rose hos American Film Institute (engelsk)
- Broadway Danny Roses profil hos Encyclopædia Britannica Online (engelsk)
- Broadway Danny Rose på Turner Classic Movies (engelsk)